# Cukormúzeum (Berlin)
A cukor történetének és gyártásának szentelt berlini cukormúzeum a világ legrégebbi ilyen típusú múzeuma; 1904-ben nyitották meg. A Német Technikai Múzeum részeként működik, és 2012-ig Berlin Wedding nevű negyedében, az Élelmiszer-technológiai Intézetben (Institut für Lebensmitteltechnologie) helyezkedett el. 2012. november 5-én Kreuzbergbe költöztették, újbóli megnyitása 2015-re várható.

## Története
Berlin fontos szerepet játszott az európai cukorgyártás történetében, ugyanis itt kísérletezett Andreas Marggraf a répacukor gyártásával 1747-ben, és tanítványa, Franz Carl Achard, aki elsőként állította elő 1783-ban. 1799-ben bemutatta a terméket III. Frigyes Vilmos porosz királynak, aki anyagi támogatást nyújtott neki a cunerni (ma Konary, Lengyelország) cukorgyár felállításához, amely 1801-es alapításával a világ első répacukorgyára lett.
1867-ben Carl Scheibler vezetésével cukorkutató laboratóriumot alapítottak Berlinben. Ennek az utódja, a Cukoripari Intézet (Institut für Zuckerindustrie) 1904. május 8-án nyílt meg, és egyúttal megnyitotta az épület második emeletén található cukormúzeumot is. A múzeum alapítójának Edmund Oskar von Lippmannt tartják. 1945-ben a múzeum Berlin városáé lett, majd 1978-ban a Berlini Műszaki Egyetem tulajdonába került. 1988-ban a Német Demokratikus Köztársaság állami múzeumává lett, és egy felújítást követően 1989. szeptember 22-én nyílt meg újra. 1995. november 1. óta a Német Technikai Múzeum részeként működik. 2012 novemberéig a múzeum eredeti épületében volt található Berlinnek a cukoriparhoz köthető negyedében, Weddingben.
A cukor történetének és gyártásának 450 négyzetméternyi helyt adó múzeumot évente mintegy húszezren látogatják

## Állandó kiállításai
A múzeum állandó kiállításai hét téma szerint vannak csoportosítva:

### Cukornád
Ez a rész a cukornád biológiáját és történetét mutatja be kezdve attól, hogy Melanéziában több mint 10 000 éve használták táplálékként egészen a Hispaniola szigeti cukorfinomításig. A kiállításon betakarító gépek és cukorfinomító berendezések láthatók, illetve tájékoztatás a cukornád kártevőiről.

### Cukorgyártás a gyarmatokon
Mivel a karibi szigetvilágban az éghajlat kifejezetten alkalmas a cukornád termesztésére, a 16. századtól fogva a cukor a gyarmatok fő termékévé vált. A jogszabályok tiltották vagy megnehezítették a gyarmatokon történő cukorfinomítást, így azt Európába szállították. A kiállítás bemutatja a szállításra használt hajók modelljét, valamint a fő cukorkereskedelmi központok (Antwerpen, Amszterdam, Bordeaux, Hamburg és London) fejlődését, valamint az ültetvényeken és a cukorfinomítókban található nehéz körülményeket. Az európai cukorfinomítókban a cukorgyártás úttörői vendégmunkások voltak, Angliában főleg németek, akikről úgy tartották, hogy keményen dolgoznak, jó a humoruk, és bírják a hőséget.

### Rabszolga-kereskedelem

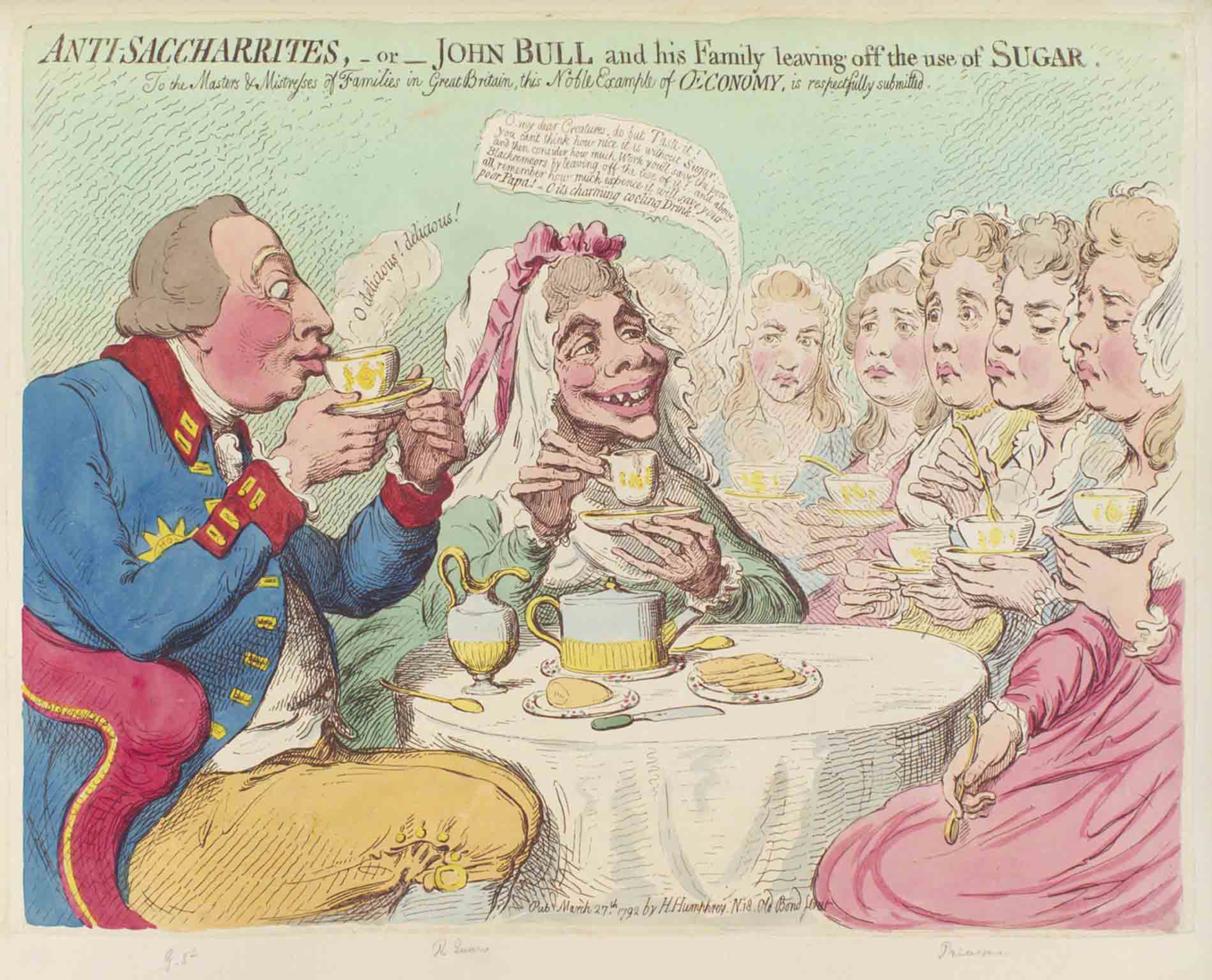
Karikatúra, amelyen III. György brit király az 1791-es rabszolgaság-ellenes kampány cukorbojkottján gúnyolódnak

A megnövekedett európai cukorkereslet és ebből következően az ültetvények fokozott munkaerőigénye oda vezetett, hogy a bennszülöttek majdnem teljesen kipusztultak, és a cukorgyártás az afrikai rabszolgáktól függött. Becslések szerint 1500-1850 között mintegy húsz milliónyi embert szállítottak erőszakkal Amerikába. A rabszolga-kereskedelem rész a rabszolgahajókon uralkodó embertelen körülményeket mutatja be, és betekintést nyújt az újvilágban dolgozók életébe. Az európai cukorkereslet, illetve a Nyugat-Indiákon elérhető nyereség olyan nagy volt, hogy a répából történő cukorgyártás megkezdéséig a rabszolga-ellenesség hívei nem tudtak eredményeket elérni. Angliában például a rabszolga-kereskedelmet (de nem magát a rabszolgaságot) az 1807-es Slave Trade Act tiltotta meg.

### A cukorrépa Poroszországban
A répacukor felfedezése következtében a cukor Berlinben luxuscikkből általánosan használt termékké vált. A kiállítás ezen részében található a világ első répacukor gyárának (1801) a makettje, amely bemutatja a technológiai- és munkafeltételeket. Egy 14 részes dioráma pedig a répából történő cukorgyártás lépéseit mutatja be, ahogy az 1920 körül történt.
Clara Elisabeth Fischer 1903-ban készült nagy méretű festményén az az elképzelt jelenet látható, ahol Franz Carl Achard, a répacukor feltalálója süvegcukor formájában bemutatja találmányát III. Frigyes Vilmos porosz királynak. A valóságban Achard elküldte a királynak a répából készült cukrot. A ma ismert összes cukorrépa fajta azokból a növényekből származik, amelyet Achard húsz éven keresztül nemesített Kaulsdorfban.

### Cukorgyártás
Az iparosítás előrehaladtával a cukor alapvető fogyasztási cikké vált Németországban. A múzeumnak ez a része bemutatja a német cukorgyártás területi megoszlását, a répatermesztés és feldolgozás fejlődését, illetve a melléktermékek (például a melasz) felhasználását.

### Cukor nélküli világ

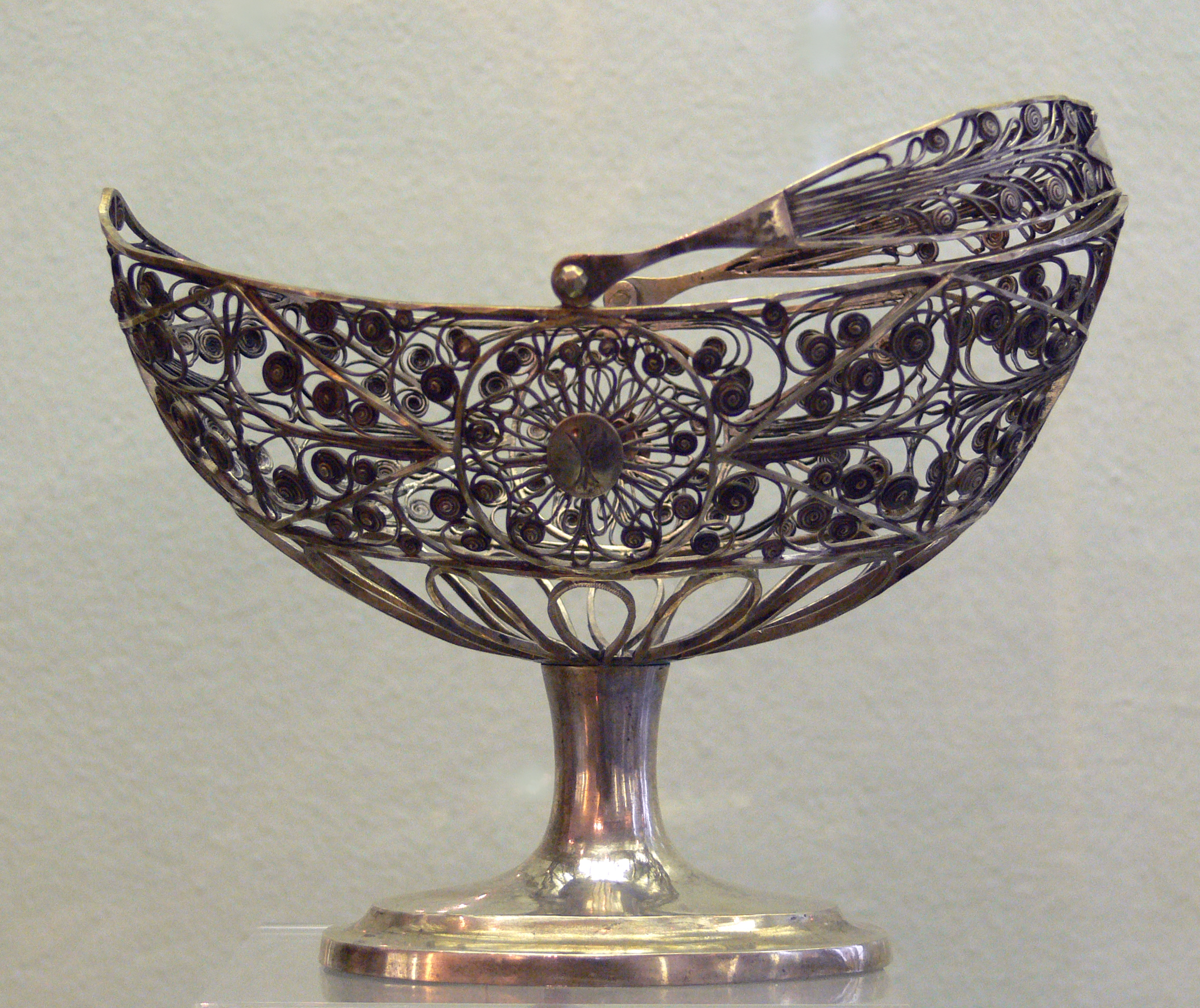
Ezüst cukortartó, 1810 körül

A kiállításnak ez a része a cukrot a fogyasztók oldaláról mutatja be a 18- századtól kezdve, amikor a használata státusszimbólumot jelentett egészen az általános elterjedéséig. Az egyik kiállítótérben porcelánból és nemesfémekből készült cukortartók láthatók abból a korszakból, amikor a cukor nagyon drága terméknek számított.
A kiállítás bemutatja a cukor és az egészséges táplálkozás összefüggését, kitér az alternatív édesítőszerekre, de ábrázolja azt az alapvető szerepet is, amelyet a cukor játszik az állatok és növények energiaellátásában.

### Nincs alkohol cukor nélkül
A cukortartalmú folyadékokat legalább hétezer éve használják alkohol (etanol) előállítására. A múzeumnak ez a része bemutatja a cukor felhasználását a bor, sör és desztillált szeszek előállításában, kezdve a sumerekkal, akik hatezer évvel ezelőtt sört főztek.

## Időszaki kiállítások

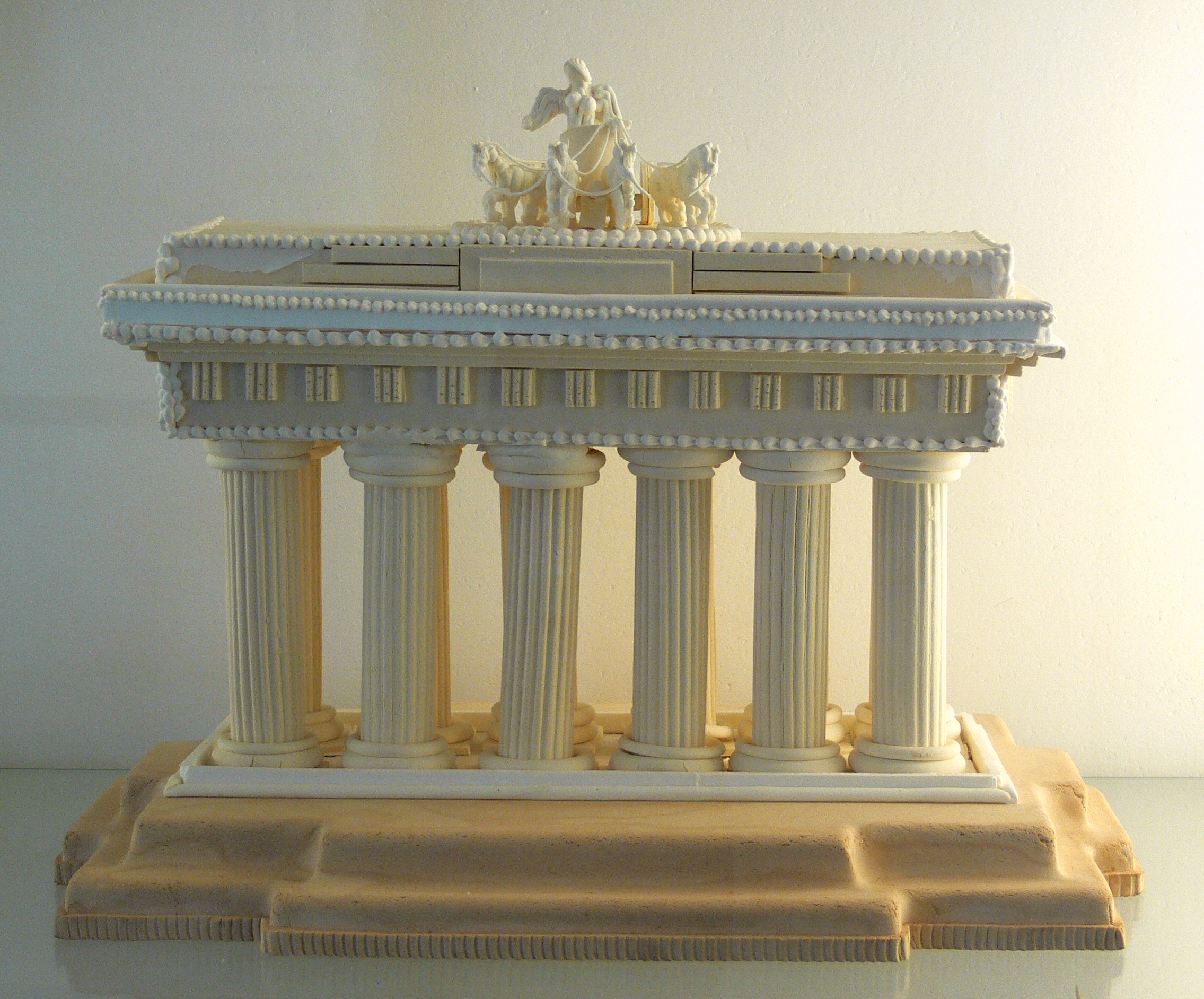
A Brandenburgi kapu cukorból készült makettje

- Zuckermotive auf Briefmarken (Cukormotívumok postabélyegeken), 1991. május 6. – július
- Zuckergefäße und Zuckergeräte aus Silber (Ezüst cukortartók és eszközök), 1993. június 10. – 2001. június közepe
- Das Zuckerbankett zur Jülicher Hochzeit in Düsseldorf 1585 (A cukorbankett az 1585-ös Jülich-esküvőn Düsseldorfban): 1998. október 11. – 1999. március 11.
- Brause – Limo & Co: cukrozott italok a 20. század fordulóján, 1999. május 3. – 2000. február 10.
- Mit Landesväterlicher Freude vernommen – Rübenzucker in Preußen (Honatyai örömmel fogadva – répacukor Poroszországban): 2001. szeptember 22. – 2002. február 17.
- Süßes Berlin – Zuckerbauwerke (Édes Berlin – cukorépítmények): berlini épületek és műemlékek cukorból készült makettje, 2002. július 4. – 2003. július 22.
- Andere Saiten aufziehen (Újrahúrozás): Achard kísérletei a születésének 250. évfordulója tiszteletére, 2003. augusztus 30. – 2004. június 20.
- Zwischen Rübe und Kristall (Répa és kristály között): a cukor fizikai és kémiai vizsgálata, 2005. augusztus 25. – 2007. szeptember 2.

## Fordítás
- Ez a szócikk részben vagy egészben  a   Sugar Museum (Berlin) című angol Wikipédia-szócikk ezen változatának fordításán alapul.  Az eredeti cikk szerkesztőit annak laptörténete sorolja fel. Ez a jelzés csupán a megfogalmazás eredetét és a szerzői jogokat jelzi, nem szolgál a cikkben szereplő információk forrásmegjelöléseként.
- Ez a szócikk részben vagy egészben  a   Zucker-Museum című német Wikipédia-szócikk ezen változatának fordításán alapul.  Az eredeti cikk szerkesztőit annak laptörténete sorolja fel. Ez a jelzés csupán a megfogalmazás eredetét és a szerzői jogokat jelzi, nem szolgál a cikkben szereplő információk forrásmegjelöléseként.